# Ronnie Ross
Pour les articles homonymes, voir Ross.
Albert Ronald "Ronnie" Ross (2 octobre 1933, Calcutta, Inde - 12 décembre 1991, Londres, Angleterre) est un saxophoniste de jazz britannique, spécialiste du saxophone baryton, jouant également de l'alto, de la clarinette soprano et basse et de la flûte traversière.

## Carrière
Né en Inde de parents écossais, Ross arrive en Angleterre en 1946. Élève de la Perse School, à Cambridge, il commence à jouer du saxophone ténor. D'abord musicien dans les Grenadier Guards, il commence sa carrière dans les formations de Tony Kinsey, Ted Heath et Don Rendell. C'est durant sa collaboration avec Rendell qu'il passe du ténor au baryton.
En 1958, il joue au Newport Jazz Festival dans un ensemble international de jeunes musiciens, dirigé par Marshall Brown.
La même année, avec le batteur Allan Ganley, il forme un groupe, les Jazz Makers. L'année suivante, le groupe se produit aux États-Unis et y enregistre un album. Au cours de ce séjour, Ross reçoit le New Star award du magazine Downbeat, prix qu'il est le premier britannique à remporter.
La même année, il est, avec Joe Harriott, l'invité du Modern Jazz Quartet lors de sa tournée européenne. On le retrouve également, toujours en 1959, au sein de l'Anglo-American Herd de Woody Herman, avec notamment Don Rendell et Johnny Scott.
À partir du début des années soixante et jusqu'à la fin de la décennie, Ross est fréquemment associé au pianiste Bill Le Sage, ainsi qu'au bassiste Spike Heatley, avec lesquels il enregistre plusieurs albums, dans différentes configurations.
Toujours dans les années 1960, il joue avec John Dankworth, Friedrich Gulda, Clark Terry... On le retrouve également dans plusieurs des différentes formations de Tubby Hayes.
Il travaille aussi souvent en Allemagne, participant à plusieurs reprises au Ruhrfestspiele (en) de Recklinghausen ainsi qu'aux NDR Jazz Workshops dirigés par Hans Koller. On les retrouve ainsi par exemple tous deux aux côtés de Ronnie Scott, Johnny Griffin, Ronnie Stephenson et Martial Solal dans l'un des groupes qui accompagnent Wes Montgomery lors de sa tournée européenne en 1965.

Au cours de sa carrière, il participe à plusieurs dizaines d'albums de jazz dont plusieurs en tant que leader ou coleader.
Dans les classements publiés par le magazine britannique Melody Maker, Ross apparaît sans interruption parmi les trois premiers de la catégorie "Saxophone baryton" de 1957 à 1974, remportant le titre 10 fois consécutives (1958-1967).
Ross a également participé à de nombreux enregistrements pour des artistes de pop et de rock.
On peut ainsi l'entendre sur l'album blanc des Beatles (Savoy Truffle), sur Mellow Yellow de Donovan, sur les albums de CCS ou encore sur plusieurs albums de Matt Bianco.
Son solo le plus connu figure à la fin de la chanson de Lou Reed Walk on the Wild Side, sur l'album Transformer, appelé par son coproducteur David Bowie, auquel Ronnie Ross avait donné des leçons de saxophone au milieu des années 1960.
Il meurt d'un cancer en 1991.

## Discographie

### Comme leader ou coleader
- Double Event (Parlophone, 1958 -  ressorti en CD en 2011 sous le titre Stompin' With The Ronnie Ross Quintet) :  Bert Courtley (trompette et mellophone), Ronnie Ross (saxophones alto et baryton), Eddie Harvey (trombone et piano), Pete Blannin (basse), Andy White (batterie).
- The Swingin' Sounds Of The Jazz Makers (Atlantic, 1959) : Art Ellefson (en) (saxophone ténor), Ronnie Ross (saxophone baryton), Stan Jones (piano), Stan Wasser (basse), Allan Ganley (batterie).
- Presenting The Bill Le Sage - Ronnie Ross Quartet (1963) - Bill Le Sage (piano, vibraphone), Ronnie Ross (sax baryton), Spike Heatley (basse), Allan Ganley (batterie)
- Beatle Music (1967) - The Session Men (avec notamment Bill Le Sage, Les Condon, Ian Hamer)
- Cleopatra's Needle (Fontana, 1968) : Les Condon (trompette), Art Ellefson (saxophone ténor), Ronnie Ross (saxophone baryton), Bill Le Sage (piano et vibraphone), Spike Heatley (basse), Tony Carr, Ronnie Stephenson (batterie).

### Comme sideman
- European Windows (1958) - John Lewis
- Russo in London (1963) - William Russo
- What the Dickens! (1963) - Johnny Dankworth
- Tubbs' Tour (1964) - Tubby Hayes
- Directions in Jazz (1964) - Directions in Jazz Unit
- Road to Ellingtonia (1965) - Directions in Jazz Unit
- Twice times keyboard (1966) - avec Bill Le Sage
- 100% Proof (1966) - Tubby Hayes
- Skid Marks (1972) - Jimmy Skidmore